# Syrrhopodon
Syrrhopodon là một chi rêu trong họ Calymperaceae.